# Live In Holland
Live in Holland es un álbum en directo de la banda de rock alternativo Foo Fighters, lanzado el 27 de septiembre de 2000, y grabado durante una gira por los Países Bajos.

## Lista de canciones
| N.º | Título                                | Duración |  |
| 1.  | «Breakout»                            |          |  |
| 2.  | «Floaty» (2 Meter Sessies)            |          |  |
| 3.  | «Aint' It The Life» (2 Meter Sessies) |          |  |
| 4.  | «Next Year» (2 Meter Sessies)         |          |  |

| N.º | Título                                    | Duración |  |
| 5.  | «Next Year»                               |          |  |
| 6.  | «My Hero»                                 |          |  |
| 7.  | «Down in the Park»                        |          |  |
| 8.  | «Baker Street» (en vivo en "Melkweg")     |          |  |
| 9.  | «For All The Cows» (en vivo en "Melkweg") |          |  |
| 10. | «Monkey Wrench» (en vivo en "Melkweg")    |          |  |